# Bản đồ chuyên đề

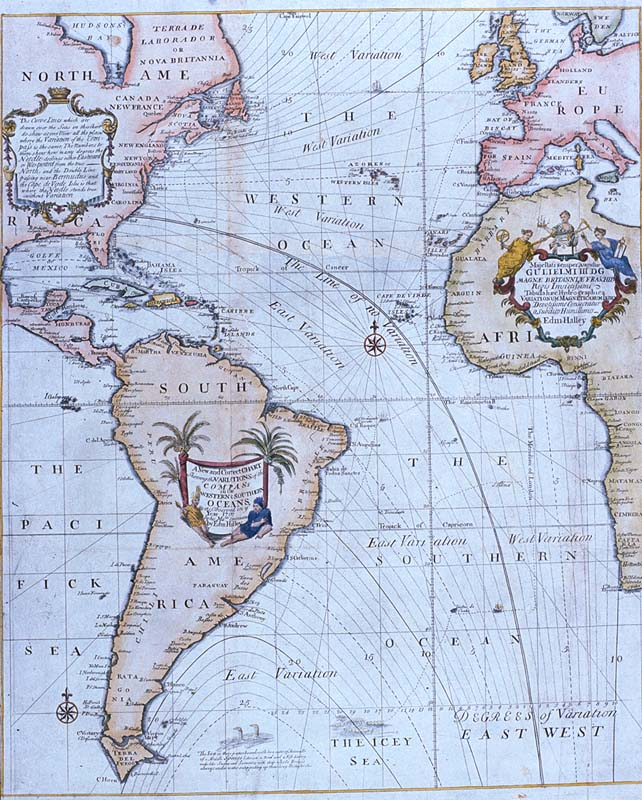
Edmond Halley's New and Correct Chart Shewing the Variations of the Compass (1701), bản đồ thể hiện các được đẳng từ thiên.

Bản đồ chuyên đề là một loại bản đồ thể hiện một chủ đề đặc biệt của một vùng địa lý cụ thể. Các bản đồ này có thể thể hiện "các chủ đề vật lý, xã hội chính trị, văn hóa, kinh tế, nông nghiệp, xã hội học, hoặc các chủ đề về các thành phố, quốc gia, hay lục địa".
Bản đồ chuyên đề thể hiện một đối tượng riêng biệt, khác với các bản đồ tham khảo chung/địa lý chung thể hiện nhiều hiện tượng như địa chất, địa lý, chính trị cùng nhau. Sự khác biệt này dự trên một thực tế rằng các bản đồ chuyên đề sử dụng các thông tin nền như đường bờ biển, ranh giới và địa điểm, chỉ là các điểm tham chiếu cho các yếu tố cần thể hiện trên bản đồ. Các bản đồ tổng quát thể hiện các thông tin cơ bản như địa hình, cảnh quan, các khu định cư, ranh giới chính trị.